# Monofyletisk gruppe
En monofyletisk gruppe betegner inden for fylogenetisk systematik en gruppe organismer, som indeholder alle efterkommerne af en stamform og ingen andre. Et eksempel er klassen Mammalia (pattedyr). Praktisk betydning er at mælk kun er udviklet én gang. 
| Biologi | Spire Denne artikel om biologi er en spire som bør udbygges. Du er velkommen til at hjælpe Wikipedia ved at udvide den. |